# Angeli 24 Horas
Angeli 24 Horas é um documentário em curta-metragem, lançado em  dirigido por Beth Formaggini que fala sobre a carreira do cartunista Angeli. Em 2012, o filme ganhou o Troféu HQ Mix na categoria "melhor produção em outras linguagens".